# Virgo I
Virgo I es una galaxia enana esferoidal muy tenue, considerada un satélite galáctico de la Vía Láctea. Fue descubierta en 2016 mediante observaciones del telescopio Subaru en Hawái, como parte del estudio Subaru/Hyper Suprime-Cam.
Virgo I posee una magnitud absoluta de −0.8, lo que la convierte en una de las galaxias menos luminosas confirmadas hasta la fecha. Su radio estimado es de unos 124 años luz (aproximadamente 38 pársecs), dimensión que excede los límites típicos de un cúmulo globular, lo cual respalda su clasificación como galaxia.
Se encuentra a una distancia de aproximadamente 87 kilopársecs (280 000 años luz) del Sistema Solar. Aunque existen objetos más tenues, como Cetus II, estos no alcanzan el tamaño necesario para ser considerados galaxias. En comparación, Virgo I es aún menos luminosa que Segue I, considerada anteriormente la galaxia más oscura conocida.